# 梅里藍鯛
梅里藍鯛（學名：Azurina meridiana），是輻鰭魚綱鱸形目雀鯛科藍鯛屬的其中一種，分布於東南太平洋智利外海德斯文圖拉達斯群島海域，深度9至34公尺，本魚體呈卵圓形且側扁，背鰭硬棘13-14枚、背鰭軟條11-14枚、臀鰭硬棘2枚、臀鰭軟條11-13枚，體長可達11公分，棲息在岩礁區，成小群行動，以浮游生物為食，繁殖期成對出現，雄魚會守護魚卵至孵化，生活習性不明。